# Ayvalık
Ayvalık (griechisch Κυδωνίες Kydonies, oder Αϊβαλί Aivali) ist eine Stadt im gleichnamigen Landkreis der türkischen Provinz Balıkesir und gleichzeitig ein Stadtbezirk der 2012 geschaffenen Büyükşehir belediyesi Balıkesir (Großstadtgemeinde/Metropolprovinz). Der Name bedeutet Quittengarten. Die Hafenstadt liegt an der Ägäisküste gegenüber der griechischen Insel Lesbos. Seit einer Gebietsreform 2013 ist die Kreisstadt flächen- und einwohnermäßig identisch mit dem gleichnamigen Landkreis.
Ende 2012 bestand der Kreis aus Ayvalık (16 Mahalles) sowie aus den beiden Belediye Altınova (2 Mahalles) und Küçükköy (3 Mahalles), die beide nach der Verwaltungsreform in Mahalles überführt wurden. Auch die 16 Dörfer in den zwei Bucak Altınova (8) und Merkez (8) wurden in Mahalles umgewandelt.

## Geschichte
Auf dem Gebiet der heutigen Gemeinde gibt es zwei historisch bemerkenswerte Siedlungskerne. Der ältere ist das eingemeindete Dorf Altınova im Delta des Madra Çayı, ca. 16 km südlich des heutigen Stadtkerns. Unter dem Namen Ayiazmata reicht dessen Geschichte bis in die byzantinische Zeit zurück. Unter dem Namen Ayazment erlebte der Ort bereits frühzeitig eine türkisch-islamische Umwandlung, die in vor-osmanischer, möglicherweise bereits seldschukischer Zeit begann. Zeugen dieser Umwandlung sind z. T. sehr alte Moscheen, muslimische Friedhöfe und weltliche Gebäude, darunter ein Han (Gasthof) und eine Brücke. Nach einem Besuch von Mustafa Kemal Atatürk in den 1930er Jahren wurde der Name dann in Altınova geändert.
Die Siedlung Ayvalık, die der modernen Gemeinde den Namen gegeben hat, nahm ein anderes Schicksal. Sie wurde um 1600 nahe der früheren antiken Siedlung Kisthene (Κισθἠνη) gegründet und von griechisch-orthodoxen Siedlern aus dem gesamten ägäischen Raum besiedelt. Die Stadt nahm im 18. Jahrhundert einen enormen wirtschaftlichen Aufschwung, der auf dem Olivenanbau und dem Handel mit Oliven und Olivenprodukten beruhte. Die in Westkleinasien dominierenden Derebeys aus der Familie Karaosmanoğlu förderten u. a. durch Gewährung von Steuerprivilegien die Ansiedlung von Griechen, zumeist aus den ägäischen Inseln. 1773 erreichten die Bürger durch einen Ferman des Sultans eine Sonderstellung innerhalb des Osmanischen Reiches. Den Muslimen wurde, außer wenigen osmanischen Beamten, es verboten, in der Stadt zu siedeln. Für die griechische Bevölkerung bedeutete dies, dass sie ungestört nach ihren eigenen Gebräuchen leben konnte. Infolge der allgemeinen Unsicherheit in Griechenland und auf den Inseln nach der Orlow-Revolte kam es zu einem Zustrom von Menschen aus allen Teilen Griechenlands und den Inseln bis hin zur Peloponnes und den noch unter venezianischer Herrschaft stehenden Ionischen Inseln. Ayvalık wurde zu einem Zentrum des ägäischen Griechentums. Diese Epoche endete mit dem Griechischen Unabhängigkeitskrieg, in dessen Verlauf Ayvalık zerstört wurde. Nach dem Krieg kehrten die Überlebenden allmählich zurück und nach den Tanzimat-Reformen erlebte die Stadt einen erneuten Aufschwung. Im Jahre 1891 lebten 21666 Griechen und 180 Türken in Ayvalık.
In Ayvalık gab es bereits im 19. Jahrhundert eine Druckerei, eine Apotheke und es waren verschiedene Konsulate hier ansässig, unter anderem das deutsche, das französische und das niederländische Konsulat. Es gab eine Akademie und verschiedene Gymnasien und Berufsschulen. Die noch existierenden Herrenhäuser lassen den damaligen Wohlstand der Stadt erahnen. Aufgrund der Sonderstellung behielt die Stadt die Steuerrechte, und man musste keine Abgaben an die osmanische Regierung zahlen. 1908 wurde die Stadt Sitz eines orthodoxen Metropoliten. Der erste und zugleich effektiv letzte amtierende Metropolit war Gregor von Kydonies.
Im Mai 1919 besetzten die Griechen im Griechisch-Türkischen Krieg Teile der ägäischen Küste. Nach der Niederlage der Griechen im Herbst 1922 gegen die türkische Armee und dem darauffolgenden Bevölkerungsaustausch wurden Griechen aus Ayvalık gegen die Teile der türkischen Minderheiten von den ägäischen Inseln (meist aus Kreta und Lesbos) und aus Nordgriechenland „ausgetauscht“. Heute wird in Ayvalık, meist auf der Insel Alibey Adası (Cunda), die zu Ayvalık gehört, teils Griechisch gesprochen. In vielen Restaurants findet man die kretische, griechische und bosnische Küche wieder. In einem kleinen Dorf namens Küçükköy (8 km von Ayvalık) wurden ab 1908 und danach in mehreren Gruppen Flüchtlinge aus Bosnien und dem Sandschak angesiedelt, die heute noch unter sich Bosnisch sprechen.

## Heute
Noch heute finden sich in der Umgebung der Stadt vielfach Überreste griechischer Gebäude und Klöster, die sich teilweise in einem schlechten Zustand befinden. Viele Vereine in Ayvalık fordern mittlerweile von den örtlichen Behörden die Restaurierung der Klöster und Kirchen, um die Kulturgüter der Stadt zu erhalten. 2014 wurde die Taxiarchenkirche auf der Insel Cunda restauriert.
Die Altstadt von Ayvalık bietet die schönsten Beispiele der neo-klassischen Architektur der „Griechischen Wiedergeburt“. Sehenswert sind besonders die Herrenhäuser an der Küstenstraße. Einige ehemalige Kirchen wie die Johanneskirche (Agios Ioannis) werden heute als Moscheen genutzt und sind daher gut erhalten.
Heute lebt wie früher ein großer Teil der Bevölkerung vom Olivenanbau. Mit 2.000.000 Olivenbäumen befindet sich hier das größte Olivenanbaugebiet der Türkei. Die verschiedenen Ölsorten konkurrieren bestens mit Ölen aus der Toskana. In den nostalgischen und verwinkelten Gassen findet man immer noch Olivenölseifen-Hersteller. Insbesondere im Winter, wenn die Oliven geerntet und gepresst werden, liegt feiner Olivenölduft über der Stadt. Obwohl der Fischreichtum des ägäischen Meeres nachgelassen hat, ist die Fischerei weithin erhalten geblieben.
Jeden Donnerstag findet in Ayvalık ein Basar statt, zu dem auch gerne die Nachbarn aus Lesbos anreisen.
Etwas außerhalb von Ayvalık befindet sich der beliebte Aussichtspunkt Şeytan Sofrası („Teufelstisch“) mit einem schönen Blick auf die Bucht von Ayvalık und ihre zahllosen Inseln.

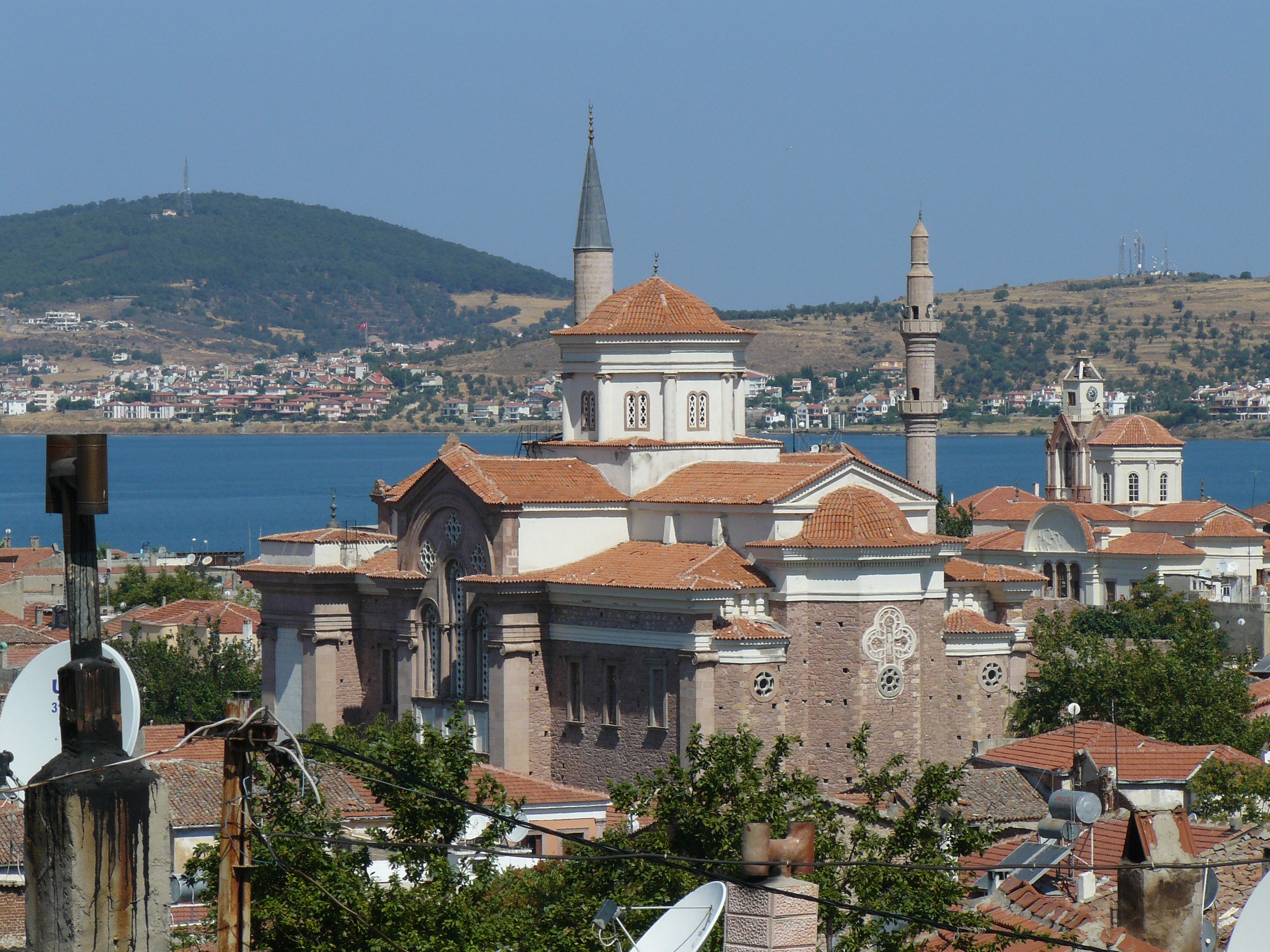
Moscheen in Ayvalık, die Saatli-Moschee rechts im Hintergrund

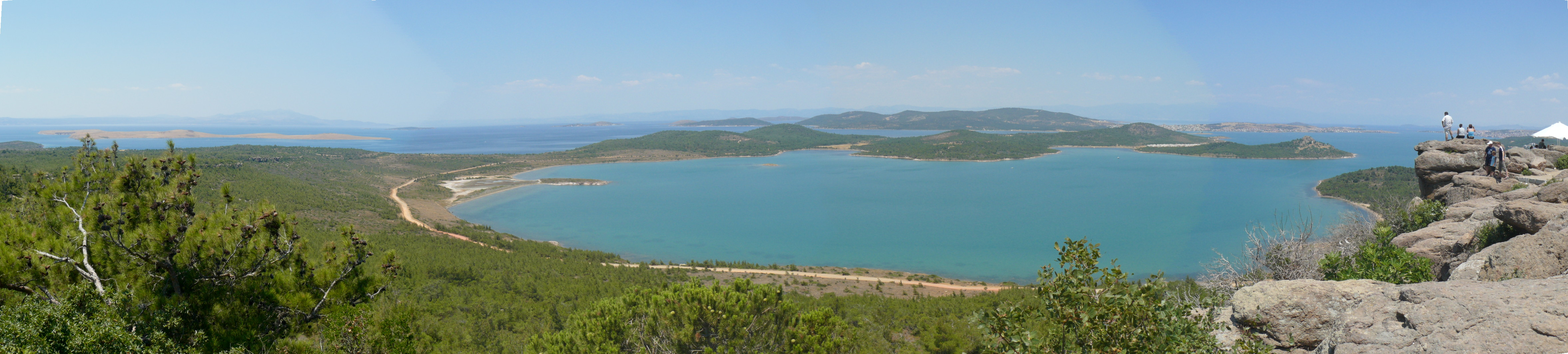
Blick auf die Bucht von Ayvalık

## Persönlichkeiten
- Photios Kontoglou (1895–1965), Schriftsteller und Künstler
- Şahin Alpay (* 1944), Journalist
- Ömer Özyiğit (* 1949), Archäologe
- Muhtar Kent (* 1952), Präsident und Chief Operating Officer der Coca-Cola Company.
- Mustafa Olpak (1953–2016), afro-türkischer Buchautor und Aktivist
- Şahin Şenoduncu (* 1994), Geher